# Васильево (Княжинское сельское поселение)
 Васи́льево — деревня в Смоленской области России, в Починковском районе. Расположена в центральной части области в 20 км к юго-западу от Починка, в 5 км к западу от автодороги Починок — Хиславичи, на правом берегу реки Сож. Население — 5 жителей (1998 год). В настоящее время постоянное население отсутствует. Входит в состав Княжинского сельского поселения. 

## История
По данным на 1981 и 1993 годы входила в Прилеповский сельсовет Починковского района . 

## Достопримечательности
- Памятники археологии: древнее городище непосредственно в деревне на берегу Сожа, 4 кургана в 0,5 км к югу от деревни.